# الشوش
الشوش هي بلدة ومنطقة إسبانية تابعة لبلدية سانتا في في مقاطعة غرناطة في منطقة الأندلس المتمتعة بالحكم الذاتي. تقع في الجزء الأوسط الغربي من منطقة فيغا الغرناطية. بالقرب من هذه المدينة توجد مدن العاصمة سانتا في، جيجانة وفوينتي فَكيروس ورميلة.